# HBX
HBX – materiał wybuchowy, mieszanina 40% heksogenu, 38% trotylu, 17% aluminium i 5% wosku.